# Нижний Кочергат
Нижний Кочергат — посёлок в Иркутском районе Иркутской области России. Входит в Голоустненское муниципальное образование.

## География
Находится на реке Голоустной примерно в 68 км к востоку от Иркутска, в 3 км от автодороги Иркутск — Большое Голоустное.

## Этимология
По легенде, посёлок назван по имени эвенкийского рода Качергэт, стойбище которого находилось на этой территории.

## Население
По данным Всероссийской переписи, в 2010 году в посёлке проживало 19 человек (13 мужчин и 6 женщин).
| 2002 | 2010 | 2011 | 2012 |
| ---- | ---- | ---- | ---- |
| 16   | ↗19  | →19  | →19  |